# 峨眉假毛蕨
峨眉假毛蕨（学名：Pseudocyclosorus emeiensis）为金星蕨科假毛蕨属下的一个种。其种加词“emeiensis”意为“四川峨眉山的”。